# NES Remix
 (janvier 2016).
Si vous disposez d'ouvrages ou d'articles de référence ou si vous connaissez des sites web de qualité traitant du thème abordé ici, merci de compléter l'article en donnant les références utiles à sa vérifiabilité et en les liant à la section « Notes et références ».
NES Remix, connue au Japon sous le nom Famicom Remix (ファミコンリミックス, Famikon Rimikkusu), est une série de compilations de jeux vidéo  développée par Nintendo EAD Tokyo et Indies Zero. Le premier jeu est publié en décembre 2013 sur le Nintendo eShop de la Wii U. Un deuxième jeu, NES Remix 2, est publié en avril 2014. Les deux jeux sont ensuite proposés en version physique en avril 2014 au Japon sous le titre Famicom Remix 1+2 et en décembre 2014 en Amérique du Nord sous le titre NES Remix Pack. Un troisième jeu, Ultimate NES Remix, est commercialisé sur Nintendo 3DS en novembre 2014.

## Liste des jeux

### NES Remix
- Balloon Fight
- Baseball
- Clu Clu Land
- Donkey Kong
- Donkey Kong Jr.
- Donkey Kong 3
- Excitebike
- Golf
- Ice Climber
- Mario Bros.
- Pinball
- Super Mario Bros.
- Tennis
- The Legend of Zelda
- Urban Champion
- Wrecking Crew

### NES Remix 2
- Dr. Mario
- Ice Hockey
- Kid Icarus
- Kirby's Adventure
- Metroid
- NES Open Tournament Golf
- Punch-Out!!
- Super Mario Bros. 2JP
- Super Mario Bros. 2US
- Super Mario Bros. 3
- Wario's Woods
- Zelda II: The Adventure of Link

### Ultimate NES Remix
- Balloon Fight
- Donkey Kong
- Donkey Kong Jr.
- Dr. Mario
- Excitebike
- Kid Icarus
- Kirby's Adventure
- Mario Bros.
- Metroid
- Punch-Out!!
- Super Mario Bros.
- Super Mario Bros. 2JP
- Super Mario Bros. 2US
- Super Mario Bros. 3
- The Legend of Zelda
- Zelda II: The Adventure of Link

## Accueil
- Canard PC : 4/10[2]
- GameSpot : 7/10[3]
- IGN : 8/10[4]
- Jeuxvideo.com : 13/20[5]